# إدوارد لينن يونغ
إدوارد لينن يونغ (بالإنجليزية: Edward Lunn Young)‏ هو سياسي أمريكي، ولد في 7 سبتمبر 1920 في الولايات المتحدة، وتوفي في 9 مايو 2017 في الولايات المتحدة. حزبياً، نشط في الحزب الديمقراطي والحزب الجمهوري. وقد انتخب عضو مجلس نواب كارولاينا الجنوبية وانتخب عضو مجلس النواب الأمريكي.